# Anton Ludovico Antinori
Anton Ludovico Antinori est un antiquaire et évêque italien.

## Biographie
Anton Ludovico Antinori est né vers 1720, à L'Aquila dans les Abruzzes. Ayant embrassé l’état ecclésiastique, il fut pourvu de quelques bénéfices et enfin de l’archevêché de Lanciano. Il s’était passionné dès sa première jeunesse pour les recherches archéologiques. Avant l’âge de dix-huit ans, il avait déjà recueilli un assez grand nombre d’inscriptions inédites qu’il adressa au célèbre Ludovico Antonio Muratori pour les publier dans son Novus thesaurus veterum inscriptionum. Quelque temps après il lui envoya des chroniques de l’Abruzze du 13e siècle, que Muratori inséra dans le t. 6 de ses Antiquitates Italicae Medii Aevi. Ces chroniques, écrites en vers dans un dialecte particulier à l’Abruzze, sont très curieuses ; et les préfaces ainsi que les notes d’Antinori prouvent que, dans un âge encore tendre, il n’avait pas moins de jugement et de critique que d’érudition. Dans un voyage qu’il fit à Rome, le pape Benoît XIV lui proposa la direction d’une nouvelle bibliothèque qui devait être établie à Bologne ; mais il refusa cette charge honorable, sous le prétexte que sa santé demandait les plus grands ménagements. De retour dans les Abruzzes dont il avait le projet d’écrire l’histoire, il continua de rassembler des matériaux pour ce grand ouvrage ; mais il mourut à L'Aquila, en 1780, avant d’avoir pu mettre en ordre les pièces qu’il avait recueillies. Son frère Gennaro Antinori ne s’empressa pas moins d’en annoncer la publication en 15 vol. in-4° sous ce titre : Raccolta di Memorie istoriche della tre provincia degli Abruzzi. Les quatre premiers ont paru à Naples de 1781 À 1785. Les documents rassemblés dans ces quatre volumes n’appartiennent pas tous à l’histoire des Abruzzes ; et d’ailleurs le défaut absolu de méthode dans leur classement fait qu’on n’en peut tirer presque aucune utilité. Cette publication, dit Lorenzo Giustiniani, loin de rien ajouter à la réputation d’Antinori, était plutôt capable de la lui faire perdre. (Bibl. storica del regno di Napoli, p. 1.) La courte notice que le P. Antonio Lombardi lui a consacrée dans sa Storia della litteratura italiana est inexacte et incomplète.